# Alois Eisenträger
Alois Eisenträger (Hamburgo, 16 de julio de 1927 - North Somerset, 10 de agosto de 2017) fue un futbolista alemán, que jugó como delantero.

## Carrera
Eisenträger fue hecho prisionero de guerra a los 16 años después de ser capturado en un aeropuerto holandés y pasó el resto de la guerra en el campo de prisioneros cerca de Trowbridge. Comenzó a jugar en el Trowbridge Town y fichó en 1949 por el Bristol City, marcando cuatro goles contra el Newport County en septiembre de ese mismo año. Por ello, formó parte del equipo profesional incluso antes de que el famoso Bert Trautmann se fuera al Manchester City. Consiguió el ascenso con los Robins a la Segunda División en 1955. Hasta que se fue al Merthyr Tydfil en 1958 había aparecido en 246 partidos para Bristol City, anotando 57 veces. En 1959, Eisenträger firmó por el Chelmsford City, debutando con un 2–2 en casa contra el Worcester City el 22 de agosto de 1959.

## Clubes
| Club            | País       | Año         |
| --------------- | ---------- | ----------- |
| Hamburger SV    | Alemania   |             |
| Herne Bay       | Inglaterra | 1948        |
| Trowbridge Town | Inglaterra | 1948 - 1949 |
| Bristol Ciy     | Inglaterra | 1949 - 1958 |
| Merthyr Tydfil  | Inglaterra | 1958 - 1959 |
| Chelmsford City | Inglaterra |             |